# (4435) Хольт
(4435) Хольт (лат. Holt) — астероид, относящийся к группе астероидов пересекающих орбиту Марса и принадлежащий к светлому спектральному классу S. Он был открыт 13 января 1983 года американским астрономом Кэролин Шумейкер в Паломарской обсерватории и назван в честь американского астронома Генри Хольта.

Орбита астероида Хольт и его положение в Солнечной системе